# One Knoxville Sporting Club
Lo One Knoxville è una società calcistica statunitense con sede a Knoxville, nello stato del Tennessee, e che disputa le proprie partite interne presso il Regal Stadium, impianto da 3.000 posti a sedere.
Dopo aver debuttato nel 2022 nella USL League Two, campionato dilettantistico di quarto livello, dal 2023 milita nella USL League One, campionato professionistico di terzo livello.

## Storia
Il 15 luglio 2021 venne annunciato il nome del neonato club che si sarebbe iscritto al campionato di USL League Two con un progetto di salire nel calcio professionistico in caso di buon riscontro di pubblico. La stagione 2022 vide il debutto del club che riesce a vincere la South Central Division con 11 vittorie su 14 partite. La squadra venne tuttavia sconfitta ai Quarti di Finale dei play-off nazionali. La buona affluenza di spettatori e quanto mostrato sul campo dalla squadra convinse i proprietari dello One di tentare da subito il salto in USL League One, categoria in cui quindi il club debuttò nel 2023, sconfiggendo nella gara di esordio il Lexington SC.
Nella stagione 2024 lo One Knoxville chiude al 5º posto nella stagione regolare, qualificandosi per la prima volta ai play-off di League One.

## Stadio
Il club ha disputato le proprie partite casalinghe presso il Regal Stadium capace di contenere fino a 3.000 persone.
Dal 2025 giocherà nel nuovo impianto cittadino con capienza di 7.000 posti.